# Орга (посёлок)
Орга — посёлок в Боготольском районе Красноярского края России. Входит в состав Боготольского сельсовета.

## География
Находится на левом берегу реки Чулым, примерно в 14 км к востоку-юго-востоку (ESE) от районного центра, города Боготол, на высоте 242 метров над уровнем моря.

## История
В 1976 г. Указом Президиума ВС РСФСР поселок  зверофермы  переименован в Орга.

## Население
| 2010 |
| ---- |
| 228  |

Гендерный состав
По данным Всероссийской переписи населения 2010 года 115 мужчин и 113 женщин из 228 чел.

## Улицы
Уличная сеть посёлка состоит из 6 улиц.